# Oldschool Party
Oldschool Party – album Jana Benedeka wydany w 2006 roku nakładem wytwórni Pomaton EMI. 

## Lista utworów
| Nr  | Tytuł utworu         | Długość |
| --- | -------------------- | ------- |
| 1.  | „Oldschool”          | 3:27    |
| 2.  | „Hallo tu Londyn”    | 3:22    |
| 3.  | „Napięta sprężyna”   | 3:06    |
| 4.  | „Młode wilki”        | 3:15    |
| 5.  | „Can`t stop”         | 4:30    |
| 6.  | „Wonderland”         | 4:14    |
| 7.  | „Blind The Rainbow”  | 4:22    |
| 8.  | „Kocham to słowo”    | 1:40    |
| 9.  | „Zdradzony król”     | 2:51    |
| 10. | „Miłość i pieniądze” | 4:04    |
| 11. | „Vanishing World”    | 4:20    |
|     |                      | 39:11   |

## Twórcy
- Jan Benedek – producent, gitara basowa, perkusja, gitara, instrumenty klawiszowe, śpiew
- Marcin Ciempiel – gitara basowa
- Adam Michno – gitara basowa
- Sidney Polak – perkusja

Gościnnie
- Dorota Dzienkiewicz – śpiew
- Maciej Marasek – gitara basowa
- Michał Mareck – instrumenty klawiszowe
- Agnieszka Skrzypek – śpiew
- Andrzej Smolik – harmonijka ustna
- Olga Stopińska – śpiew